# Vanessa Incontrada
Vanessa Incontrada (Barcelone, 24 novembre 1978) est une actrice, mannequin et présentatrice de télévision italienne d'origine espagnole.

## Biographie
Née d'un père italien et d'une mère espagnole, elle commence sa carrière dans la mode à 17 ans en 1996, puis se déplace en Italie, à Milan, où elle continue dans cette ligne pour des marques et des journalistes de mode. Elle passe sur la télévision en 1998 dans le programme musical Super (présenté jusqu'en 2000) et a été présentatrice de diverses émissions telles Super estate, Millennium et Subbuglio.
Après une brève apparition à la radio sur Hit Channel, elle revient à la télévision pour les émissions Nonsolomoda (it), Sanremo giovani et Galà dello sport. En 2003 elle joue dans le film Un cœur ailleurs (Il cuore altrove) de Pupi Avati, accueillie par la critique comme "attrice emergente": elle a tourné de nouveau avec Avati en 2007 dans La cena per farli conoscere. Depuis 2004 elle collabore avec Claudio Bisio pour présenter Zelig Circus alors qu'au cinéma, elle continue dans le succès avec A/R Andata + Ritorno de Marco Ponti (it).
En 2005 elle présente Festivalbar avec Fabio De Luigi.
En 2006 elle tourne dans Quale amore (it) de Maurizio Sciarra; en 2007 elle présente avec Claudio Bisio la soirée des Telegatti et joue dans Tutte le donne della mia vita de Simona Izzo ou encore dans le film espagnol Todos estamos invitados (2007) de Manuel Gutiérrez Aragón.
En 2021 elle participe à la deuxième saison de la version italienne de Celebrity Hunted.

## Filmographie

### Cinéma
- 2003 : Un cœur ailleurs (Il cuore altrove), réalisé par Pupi Avati
- 2004 : A/R Andata + Ritorno (it), réalisé par Marco Ponti (it)
- 2006 : Quale amore, réalisé par Maurizio Sciarra
- 2007 : La cena per farli conoscere de Pupi Avati
- 2007 : Tutte le donne della mia vita, réalisé par Simona Izzo
- 2008 : Todos estamos invitados (es), réalisé par Manuel Gutiérrez Aragón
- 2009 : Aspettando il sole (it), réalisé par Ago Panini (it) (2008)
- 2013 : Mi rifaccio vivo (it), réalisé par Sergio Rubini
- 2014 : Ti sposo ma non troppo (it), réalisé par Gabriele Pignotta (it)
- 2015 : Tutte lo vogliono (it), réalisé par Alessio Maria Federici (it)

### Télévision
- 2018 : I nostri figli (it), réalisé par Andrea Porporati (it) : Anna
- 2022 : Fosca Innocenti : Fosca

## Théâtre
- 2007 : Alta società - Il musical, réalisé par Massimo Romeo Piparo (it)
- 2011 : Miles Gloriosus, réalisé par Cristiano Roccamo
- 2014 : Mi piaci perché sei così, réalisé par Gabriele Pignotta (it)